# Мала Иломска
Мала Иломска je кратка (oko 1–2 km) десна притока Иломске – десне притоке Угра − у Средњој Босни, Босна и Херцеговина, Република Српска, општина Скендер Вакуф.
Ова рјечица/поток настаје из око седам извора и поточића на Петрову пољу, на југозападним падинама узвисине Омарике (1243 м). Зачетни извор је на надморској висини од око 1230, а један од регистрираних је Бијелино врело, код засеока Никодиновићи. Осим поменутих, нема значајнијих притока.

## Биди још
- Иломска
- Петрово поље